# Lista de membros da Royal Society eleitos em 1904
Esta é uma lista de Membros da Royal Society eleitos em 1904.

## Fellows
1. Charles Jasper Joly (1864 -1906)
2. Hugh Marshall (1868 -1913)
3. Donald Alexander Smith (1820 -1914)
4. Thomas Gregor Brodie (1866 -1916)
5. Alexander Muirhead (1848 -1920)
6. Sir James Johnston Dobbie (1852 -1924)
7. Sir Arthur Everett Shipley (1861 -1927)
8. Harold Wager (1862 -1929)
9. Sir Alfred Cardew Dixon (1865 -1936)
10. George Nuttall (1862 -1937)
11. Edward Meyrick (1854 -1938)
12. Sir Sidney Gerald Burrard (1860 -1943)
13. William Whitehead Watts (1860 -1947)
14. Sir Thomas Henry Holland (1868 -1947)
15. Sir Gilbert Walker (1868 -1958)
16. Morris William Travers (1872 -1961)